# Alianza por la Justicia y la Democracia / Movimiento por la Renovación
La Alianza por la Justicia y la Democracia / Movimiento por la Renovación (en francés: Alliance pour la Justice et la Démocratie / Mouvement pour la Rénovation)  es un partido político de Mauritania formado en 2007 por integrantes de otras pequeñas formaciones políticas, entre otras renovación Democrática, para concurrir a las elecciones presidenciales de ese año, encabezados por Ibrahima Moctar Sarr. Con ocasión del golpe de Estado de 2008 contra el presidente Sidi Uld Cheij Abdallahi, el partido no terminó de posicionarse ni a favor ni en contra de los golpistas, acudiendo a las reuniones que le convocó el líder militar, Presidente del Alto Consejo de Estado, para la formación de un gobierno de transición.
Finalmente, el 25 de agosto de 2008, 19 días después del golpe y coincidiendo con la visita del Presidente de la Comisión de la Unión Africana a Mauritania para negociar una salida a la crisis política, la dirección de la formación emitió un comunicado en el que rechazaban integrarse en el nuevo gobierno.